# Anrode
Anrode è un comune di 3.343 abitanti della Turingia, in Germania.
Appartiene al circondario (Landkreis) dell'Unstrut-Hainich-Kreis (targa UH) ed è indipendente delle comunità amministrative (Verwaltungsgemeinschaft).